# Zuienkerke

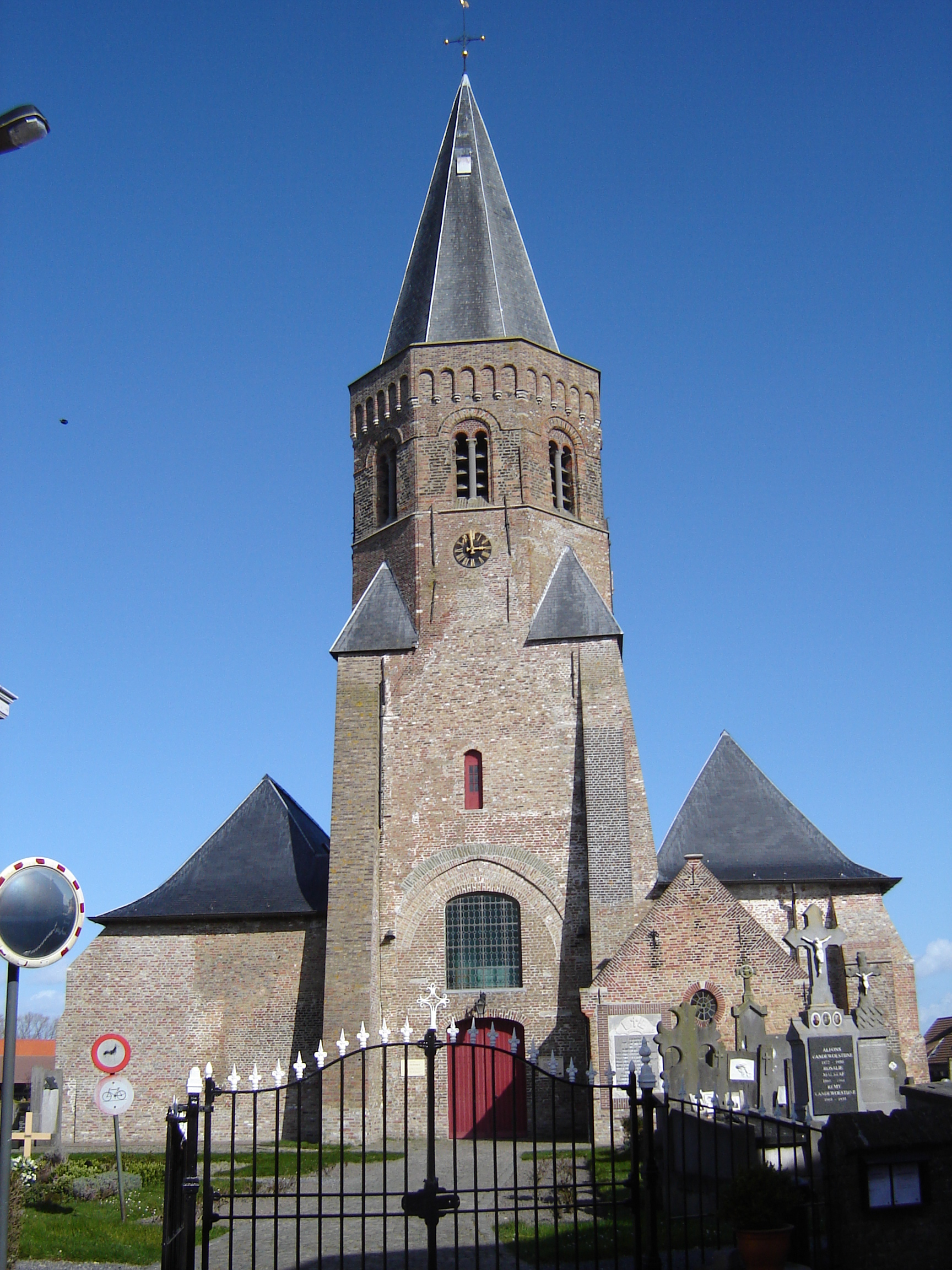
Iglesia de San Miguel en Zuienkerke

Zuienkerke es una Commune o término municipal de Bélgica, situada en la provincia de Flandes Occidental. A comienzos de 2018 contaba con una población total de 2.730 personas.

## Geografía
La extensión del término es de 48,86 km², con una densidad de población de 55,87 habitantes por km².

### Secciones del municipio
El municipio comprende los antiguos municipios, que se fusionaron en 1977:
| - Zuienkerke - Houtave - Meetkerke - Nieuwmunster |

## Demografía

### Evolución
Todos los datos históricos relativos al actual municipio, el siguiente gráfico refleja su evolución demográfica, incluyendo municipios después de efectuada la fusión el 1 de enero de 1977.
| Gráfica de evolución demográfica de Zuienkerke entre 1846 y 2020 |
|                                                                  |